# Berthold Records
Berthold Records is een Duits platenlabel, dat klassieke muziek en jazz uitbrengt. Het label werd in 2010 opgericht door Anton Berthold en Nicholas Bild en is gevestigd in Bremen.
Op het label is muziek uitgekomen van onder meer Do.gma Chamber orchestra, trio Jazz 'N' Spirit, het kwartet van Julian Fischer, het kwartet van Peter Schwebs en het trio Lochs/Balthaus/Herskedal.